# The Corner Grocer
The Corner Grocer er en amerikansk stumfilm fra 1917 af George Cowl.

## Medvirkende
- Lew Fields som Charles Wendel
- Madge Evans som Mary Brian
- Lillian Cook
- Nick Long Jr. som Ralph Wendel
- William Sherwood